# Davis (Kalifornia)
Davis – miasto w hrabstwie Yolo w stanie Kalifornia. Według spisu powszechnego z 2010 r. liczba mieszkańców wynosi 65 622.
W Davis mieści się kampus Uniwersytetu Kalifornijskiego, znany także jako Uniwersytet Kalifornijski w Davis (ang. University of California, Davis).

## Klimat
Miasto leży w strefie klimatu śródziemnomorskiego kontynentalnego, z suchym, gorącym latem i co najmniej trzy razy większymi opadami podczas wilgotnych miesięcy zimowych, jak podczas najbardziej suchych letnich miesięcy, należącego według klasyfikacji Köppena do strefy Csa. Średnia temperatura roczna wynosi 15,7 °C, a opady 447 mm (w tym 5,1 mm śniegu). Średnia temperatura najcieplejszego miesiąca - lipca wynosi 23,7 °C, natomiast najzimniejszego stycznia 7,4 °C. Najwyższa zanotowana temperatura wyniosła 46,7 °C, natomiast najniższa -11,1 °C. Miesiącem o najwyższych opadach jest styczeń o średnich opadach wynoszących 96,5 mm, natomiast najniższe opady są w lipcu i wynoszą średnio 0,0 mm.

## Miasta partnerskie
- Los Baños, Filipiny
- Muñoz, Filipiny
- Qufu, Chińska Republika Ludowa
- Rutillo Grande, Salwador
- Sangju, Korea Południowa
- Humań, Ukraina
- Wuxi, Chińska Republika Ludowa